# Riccardo Zoidl
Riccardo Zoidl (Linz, 8 aprile 1988) è un ciclista su strada austriaco che corre per il team Hrinkow Advarics. In carriera ha vinto tre titoli nazionali Elite e l'Österreich-Rundfahrt 2013.

## Carriera
Cresciuto ciclisticamente nella formazione Continental dell'Alta Austria RC ARBÖ Wels Gourmetfein diretta da Herbert Lindlbauer, con la quale gareggia dal 2007 al 2013, ha caratteristiche di passista-scalatore.
Dopo aver ottenuto pochi successi di rilievo nei primi anni da Under-23/Elite, esplode nella stagione 2013, quando vince il Circuit des Ardennes, il Tour de Bretagne, il titolo nazionale in linea Elite e l'Österreich-Rundfahrt, riuscendo inoltre a battagliare con corridori più blasonati di lui nella Settimana Coppi e Bartali. Grazie a questi risultati si aggiudica la classifica generale dell'UCI Europe Tour 2013.
Per la stagione 2014 viene messo sotto contratto dal team World Tour Trek Factory Racing. Resta per tre stagioni con la squadra statunitense, vincendo una tappa e la classifica della montagna al Giro di Croazia 2016. Nel 2017 torna alla squadra di Wels, rinominata Team Felbermayr Simplon Wels, con cui si aggiudica nel 2018 il Tour de Savoie Mont-Blanc e il Giro della Repubblica Ceca. I buoni risultati gli valgono il ritorno nel World Tour a partire dal 2019 con il CCC Team.
Nel 2020 rientra alla categoria Continental ancora con il team Felbermayr. Nel 2024 vince le classifiche generali dell'International Tour of Hellas e del Tour of Malopolska. Nel 2025 pasa a vestire la maglia del team Hrinkow Advarics.

## Palmarès
- 2011 (R.C. Arbö-Gourmetfein-Wels, due vittorie)

5ª tappa Sibiu Cycling Tour (Sibiu > Bâlea Lac)
Tobago Cycling Classic
- 2012 (R.C. Arbö-Wels-Gourmetfein, due vittorie)

Campionati austriaci, Prova a cronometro
3ª tappa Oberösterreich Rundfahrt (Altmünster > Sankt Georgen im Attergau)
- 2013 (Team Gourmetfein-Simplon, undici vittorie)

2ª tappa Circuit des Ardennes (Givet > Haybes)
Classifica generale Circuit des Ardennes
2ª tappa Tour de Bretagne (Ploemel > La Turballe)
Classifica generale Tour de Bretagne
Internationale Raiffeisen Grand Prix
2ª tappa Oberösterreich Rundfahrt (Linz > Aigen-Schlägl)
3ª tappa Oberösterreich Rundfahrt (Altmünster > Mondsee)
Classifica generale Oberösterreich Rundfahrt
Campionati austriaci, Prova in linea
Classifica generale Österreich-Rundfahrt
Croatia-Slovenia
- 2014 (Trek Factory Racing, una vittoria)

Campionati austriaci, Prova in linea
- 2016 (Trek-Segafredo, una vittoria)

4ª tappa Giro di Croazia (Cirquenizza > Monte Maggiore)
- 2017 (Felbermayr Simplon Wels, due vittorie)

4ª tappa Circuit des Ardennes (Charleville-Mézières > Charleville-Mézières)
3ª tappa Flèche du Sud (Bourscheid > Bourscheid)
- 2018 (Felbermayr Simplon Wels, tre vittorie)

Classifica generale Tour de Savoie Mont-Blanc
2ª tappa Giro della Repubblica Ceca (Olomouc > Frýdek-Místek)
Classifica generale Giro della Repubblica Ceca
- 2020 (Felbermayr Simplon Wels, una vittoria)

3ª tappa Tour of Antalya (Aspendos > Termessos)
- 2024 (Team Felt Felbermayr, quattro vittorie)

3ª tappa International Tour of Hellas (Karditsa > Karpenisi)
Classifica generale International Tour of Hellas
3ª tappa Tour of Malopolska (Jabłonka > Przehyba)
Classifica generale Tour of Malopolska

### Altri successi
- 2011 (R.C. Arbö-Gourmetfein-Wels)

Giro di Festina Schwanenstadt
1ª tappa Sibiu Cycling Tour (Poplaca > Sibiu, cronosquadre)
1ª tappa Tobago International
Classifica generale Tobago International
- 2012 (R.C. Arbö-Wels-Gourmetfein)

Leonding
Brno-Velka Bites-Brno
Classifica a punti Oberösterreich Rundfahrt
Wien-Lassnitzhöhe
1ª tappa Tour of Szeklerland (Miercurea Ciuc > Manastirea Făgețel, cronosquadre)
Tchibo Cup
- 2013 (Team Gourmetfein-Simplon)

Leonding
Kirschblütenrennen
Classifica a punti Oberösterreich Rundfahrt
Campionati austriaci, Prova in salita
Völkermarkter Radsporttage (a)
Tchibo Cup
Classifica generale UCI Europe Tour
- 2016 (Trek Factory Racing, una vittoria)

Classifica scalatori Giro di Croazia
- 2017 (Felbermayr Simplon Wels)

Classifica a punti Circuit des Ardennes
- 2018 (Felbermayr Simplon Wels)

Classifica a punti Tour de Savoie Mont-Blanc
Classifica a punti Giro della Repubblica Ceca
- 2020 (Felbermayr Simplon Wels)

Classifica scalatori Tour of Antalya

## Piazzamenti

### Grandi Giri
- Giro d'Italia

2014: 40º
2016: 39º
- Vuelta a España

2015: 54º
2016: 58º

### Classiche monumento
- Giro di Lombardia

2014: 22º
2019: 82º

### Competizioni mondiali
- Campionati del mondo su strada

Mendrisio 2009 - In linea Under-23: ritirato
Limburgo 2012 - Cronometro Elite: 14º
Toscana 2013 - Cronometro Elite: 30º
Toscana 2013 - In linea Elite: ritirato
Ponferrada 2014 - Cronometro Elite: 27º
Ponferrada 2014 - In linea Elite: ritirato
Richmond 2015 - Cronosquadre: 10º
Bergen 2017 - Cronometro Elite: 47º
Innsbruck 2018 - Cronosquadre: 16º
Imola 2020 - In linea Elite: ritirato

### Competizioni continentali
- Campionati europei su strada

Valkenburg 2006 - In linea Juniors: 60°